# WELCOME TO THE LOST CHILD CLUB
『WELCOME TO THE LOST CHILD CLUB』（ウェルカム・トゥ・ザ・ロスト・チャイルド・クラブ）は、1985年4月21日に発売されたECHOES1枚目のアルバム。

## 概要
デビュー・アルバムとして、1枚目のシングル「Bad Morning」と同時発売。コンセプトは「忘れられた子供達」。辻仁成の懐述によると当時はレコード会社側のメジャー志向をどうやってはぐらかす考えていたとのこと。プロデューサーの井上鑑に須藤晃についても「サウンド面、精神面において大きな支えになっていた」と語りつつ、自分たちが求めるものとの間に齟齬があったことを認めている。

## 収録曲
- 全曲、作詞・作曲：辻仁成

1. レプリカの街から
2. 今夜ナイトラインで
3. ハーメルンの笛
4. ヒューマニズムにがまんできない
5. Between
6. Bad Morning（1作目シングル曲）
7. 訪問者（ヴィジター）（1作目シングル曲のB面）
8. Tightrope Dancing
9. 10セントの夢
10. 恐るべき子供達へ